# Szafranki (województwo warmińsko-mazurskie)
Szafranki – osada w Polsce położona w województwie warmińsko-mazurskim, w powiecie ostródzkim, w gminie Ostróda.
W latach 1975–1998 miejscowość położona była w województwie olsztyńskim.